# Arkitekturupproret
Föreningen Arkitekturupproret är en svensk ideell förening, som bildades i september 2016. Den verkar för nybyggnation enligt klassisk arkitekturtradition, förbättrad områdesplanering och ett stärkt skydd för befintliga kulturvärden. Föreningen är ideologiskt och partipolitiskt obunden. Arkitekturupproret började som en grupp på Facebook i slutet av 2014, och har i dag över 60 000 följare.
Arkitekturupproret har systergrupper i Danmark, Estland, Finland, Israel, Nederländerna, Norge, Montenegro och Tyskland samt flera lokalgrupper. Sedan 2016 delar föreningen ut Kasper Kalkon-priset. Namnet Kasper Kalkon anspelar ironiskt på Sveriges Arkitekters främsta pris, Kasper Salin-priset, och upproret håller varje år en Kalkongala som motsvarighet till Kasper Salin-galan, där bland annat pris för Sveriges fulaste respektive vackraste nybygge delas ut.

## Syn på arkitektur
Arkitekturupproret bildades som en reaktion på vad man menar är ett växande folkligt estetiskt missnöje med arkitekturen hos nybyggnationer, samt rivningen av och avvikande ingrepp i historiska miljöer.
Arkitekturupproret vänder sig mot vad man förenklat kallar modernistisk arkitektur som man menar är ett misslyckats experiment att helt bryta med tidlösa estetiska principer som utvecklats under tusentals år. Istället vill man se att nybyggnationer i fortsätter i det man kallar klassisk tradition. Begreppen "modernistisk" och "klassisk" används dock inte på samma sätt som inom ren akademisk diskurs.
Med klassisk tradition syftar man på ett gestaltningsramverk snarare än en specifik stil. Kännetecknande för denna tradition är att den respekterar vetenskapen om hur proportioner, symmetrier och ornament påverkar upplevd skönhet och harmoni, samt att arkitekturen för nya byggnader tar hänsyn till plats och sammanhang snarare än vad som är trendigt just nu.
Detta står i kontrast med vad man menar är den dominerande uppfattningen bland dagens arkitekter och vad som lärs ut i arkitektutbildningar där skönhet ses som ytligt och relativt, och arkitekturen främst bedöms efter hur pass nyskapande den är.

## Prisutdelningar

### Årliga prisutdelningar
Arkitekturupproret delar årligen ut följande priser på sin "Kasper Kalkon"-gala.
| Pris                         | År (utdelning) | Noter                                                                |
| ---------------------------- | -------------- | -------------------------------------------------------------------- |
| Kasper Kalkon-priset         | 2017 -         | Årets fulaste nyproduktion. Utdelat retroaktivt för åren 2010 - 2016 |
| Årets vackraste nyproduktion | 2017 -         |                                                                      |
| Årets "fake view"            | 2018 -         | Årets mest bedrägliga visionsbild.                                   |

### Andra priser och utmärkelser

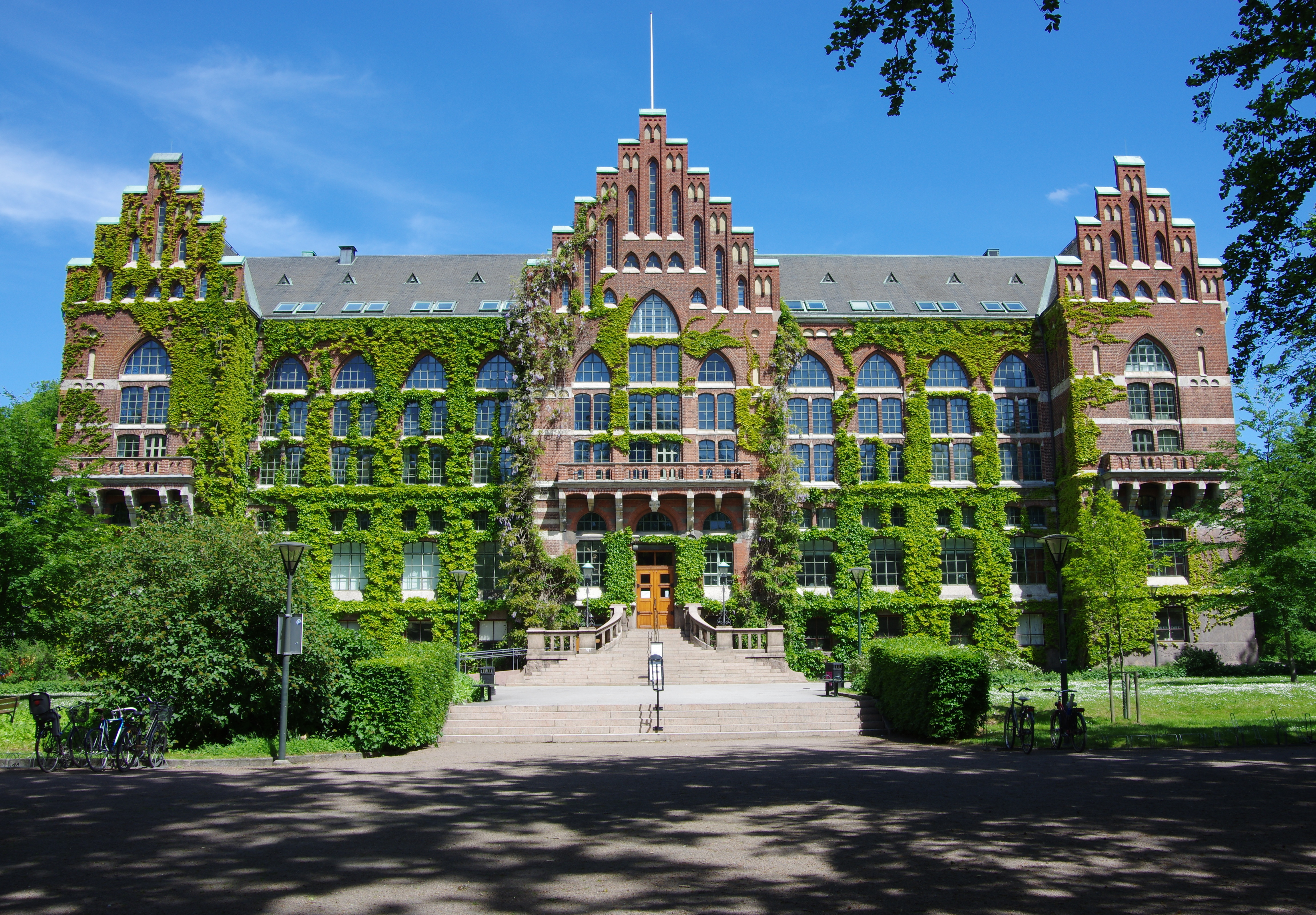
Lunds universitetsbibliotek 31-5-2020

Arkitekturupproret har även haft andra allmänna omröstningar:
- 2017: Sveriges vackraste stad. Vinnare: Sundsvall.[11]
- 2018: Sveriges fulaste stad (med specifikationen "mest förfulade stadskärna"). Vinnare: Borlänge.[12][13][14]
- 2019: Sveriges vackraste byggnad genom tiderna. Vinnare: Universitetsbiblioteket i Lund.

- 2020: Sveriges fulaste byggnad genom tiderna. Vinnare: Arkitekturskolans byggnad i Stockholm.KTH arkitekturskolan från Danderydsplan

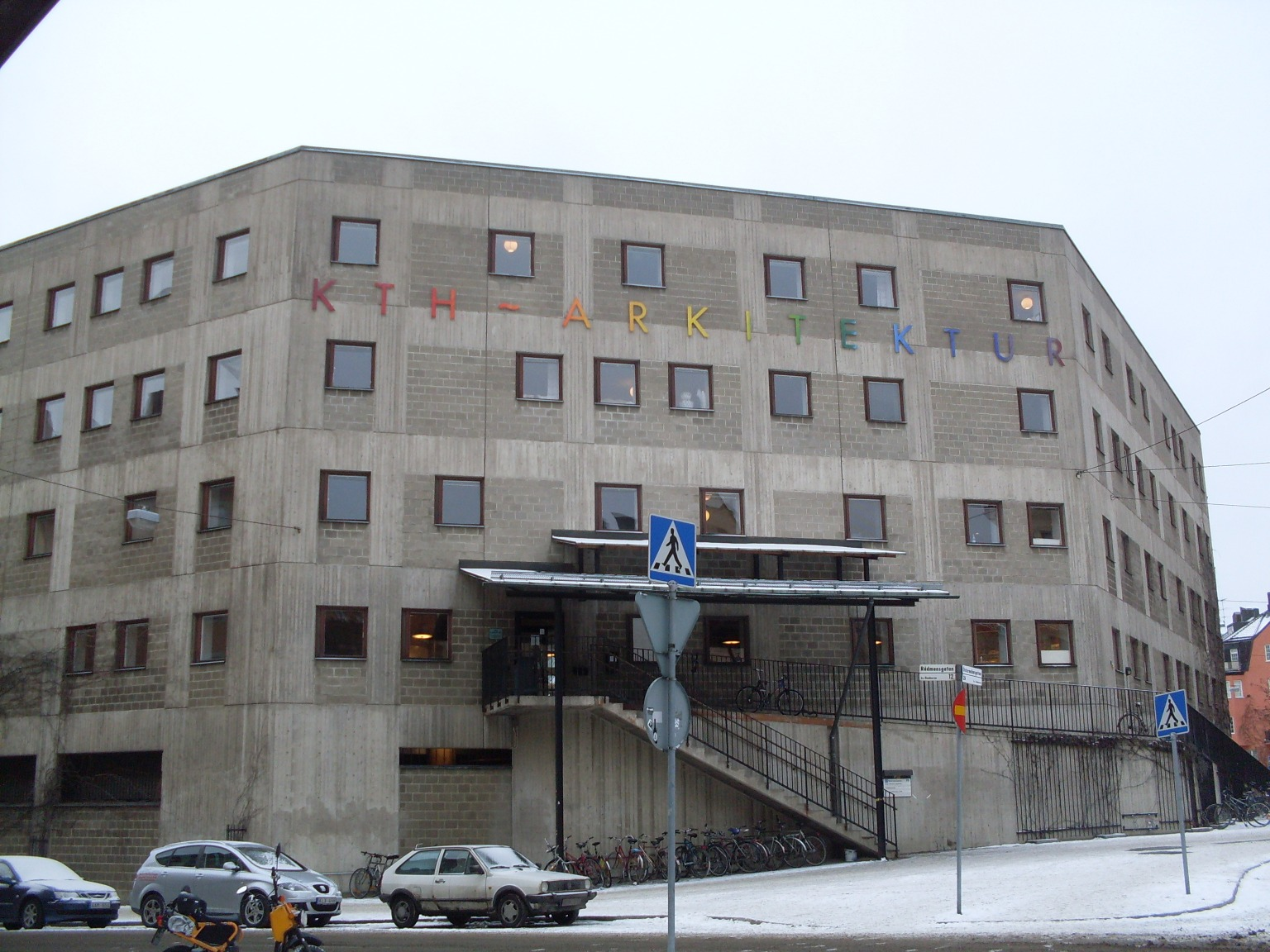
KTH arkitekturskolan från Danderydsplan

- 2021: Sveriges vackraste torg. Vinnare: Lilla torg, Malmö.Lilla torg, Malmö 2017 2

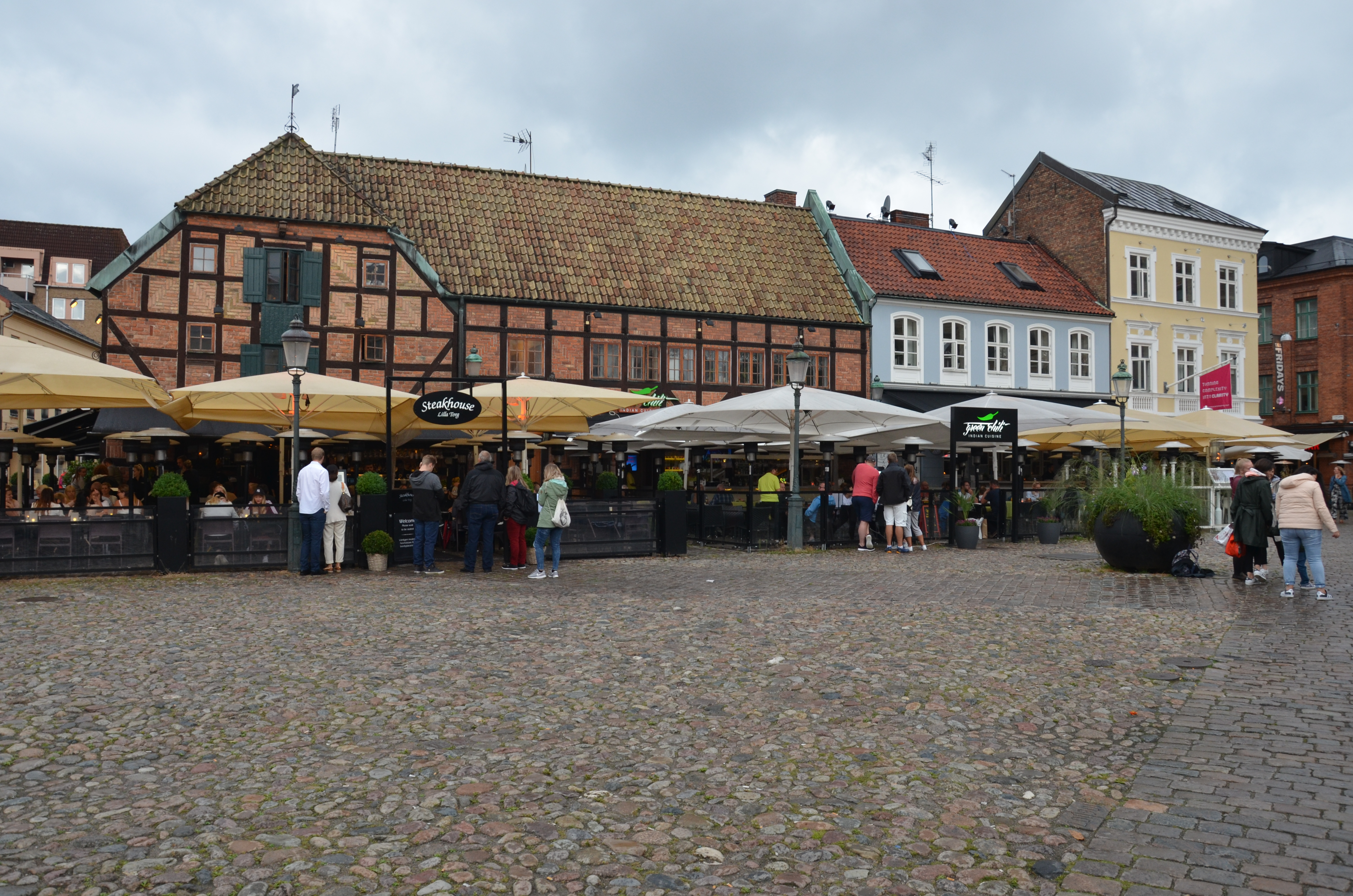
Lilla torg, Malmö 2017 2

#### ”Sveriges riksförfulare under 10-talet”
Titeln Sveriges Riksförfulare, som gick till den arkitekt/byggfirma som enligt de röstande byggt fulast under hela 2010-talet, utsågs 2020. Kandidaterna var dels byggnader som tidigare vunnit Kasper Kalkon-priset, dels sådana som allmänheten skickat in som förslag. Vinnaren blev White arkitekter med hotell-och konferenscentret Stockholm Waterfront, som även är vinnare av 2011-års efterhandsutdelade Kalkonpris.

#### ”Sveriges värsta rivningsmarodörer”
Arkitekturupproret hade en separat tävling 2020 för att utse det företag/den firma som står för flest rivningar av kulturhistoriskt värdefulla byggnader under 2010-talet. Vinnaren blev Trafikverket, som utnämndes till rivningsmarodör för rivningar av närmare 1000 historiska järnvägsbyggnader runt om i Sverige. 
2021 utsågs rivningen av de gamla semestervillorna i Petersvik utanför Sundsvall samt rivningen av barnkolonin Kirunakolonin i Laholms kommun till 2020-års värsta rivningar.  
2022 fortsatte trenden, och man höll då en separat omröstning om vilken rivning som var värst under 2021. Titeln "Sveriges kulturmarodör 2022" gick till Gävle kommun för rivningen av transformatorstationen från 1915, ritad av Erik Vestergren. 3 av 9 bidrag i tävlingen utgjordes av rivningar som skett i Gävle.

### Masters and Monsters in New Nordic Architecture
Arkitekturupproret spreds från Sverige till Finland år 2015 och därifrån vidare till Danmark och Norge, för att sedan nå Island 2020. Därför hölls år 2022 vid sidan av svenska Kasper Kalkon en nordisk omröstningsfinal, där vinnarna från respektive lands Kalkonpris och skönhetspris 2021 möttes. Sverige tävlande alltså med Liljevalchs+ i fulhetstävlingen och Jupiter & Grans snickerihall i skönhetstävlingen. De andra ländernas bidrag var: 

#### Fulhetspriset

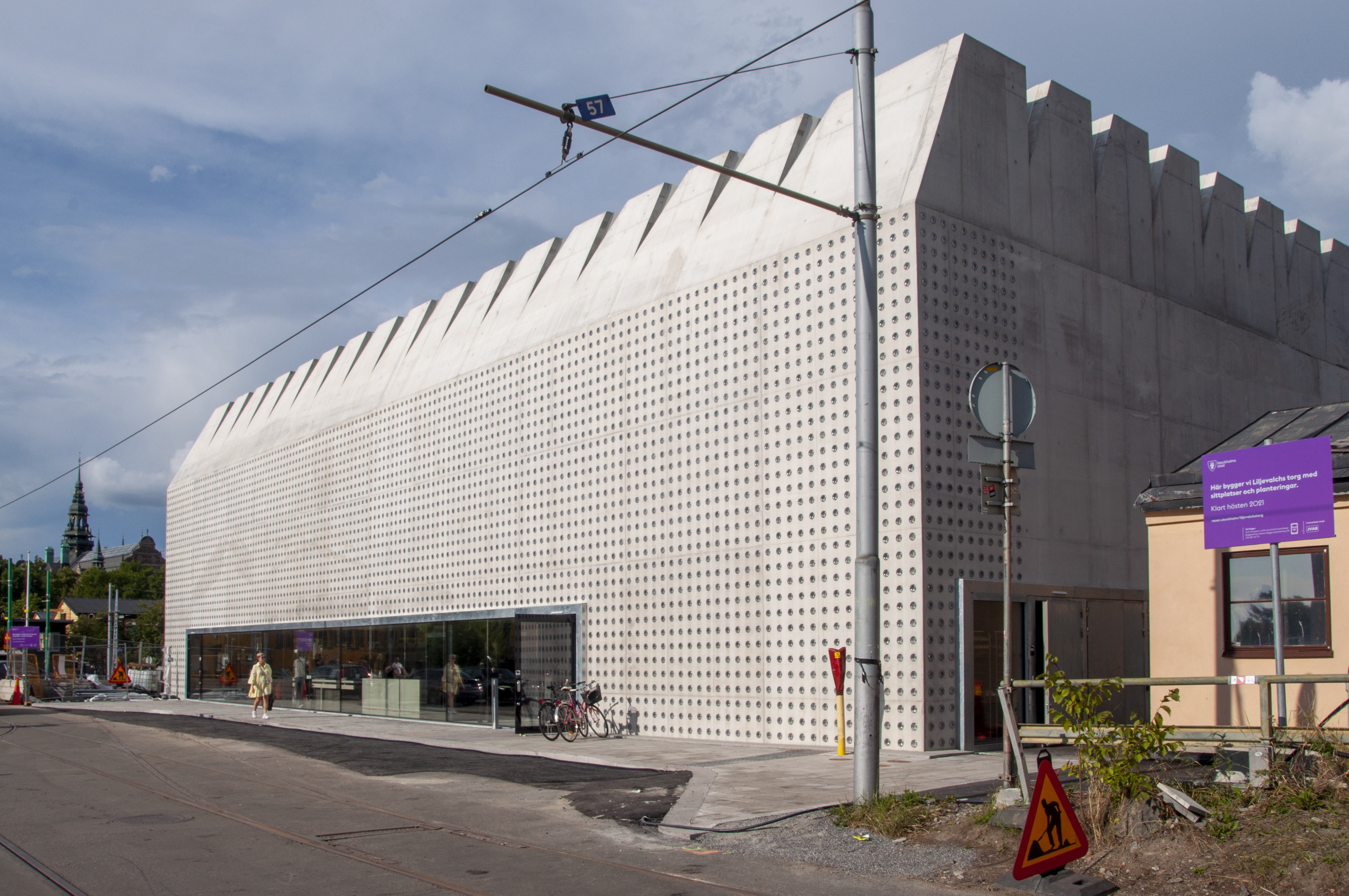
Liljevalchs+ vann titeln "Nordens fulaste nybygge" 2022

- Norge: Det nya Munchmuseet "Lambda" i Oslo, arkitekt: Herreros
- Finland: Sjukhuset Keski-Suomen Sairaala Nova i Jyväskylä, arkitekt: JKMM Arkitekter
- Danmark: Lilli Gyndenskildes Torv i Horsens, arkitekt: Arkitema Architects
- Island: Austurhöfn i Reykjavík, arkitekt: T.ark Arkitekter

#### Skönhetspriset
- Norge: Nygaardsplassen i Fredrikstad, arkitekt: Mad Architects
- Finland: Scandic Hamburger Börs i Åbo, arkitekt: Schauman Architects
- Danmark: Raekkehuse i Svendborg, arkitekt: C&W Arkitekter
- Island: Mjólkurbú Flóamanna i Selfoss (ort), arkitekt: Batteríið

#### Vinnarna
Fulhetspriset och titeln Monsters of New Nordic Architecture vanns av Sveriges bidrag Liljevalchs+ med drygt 62% av rösterna. 
Titeln Masters of New Nordic Architecture gick till Islands nya saluhall Mjólkurbú Flóamanna i Selfoss, med drygt 35% av rösterna.

## Kritik
Kritiker menar att Arkitetupproret har en snävt förenklad och romantiserad bild av arkitektur.  Att de endast utgår från att om nybyggnation inte är byggt i klassisk och ”gammal” stil är det fult och dåligt.
I ett debattinlägg argumenterar debattören och byggnadsingenjören Kajsa Söderström att Arkitekturupprorets idé om att politiskt styra stadsplaneringen i en mer klassisk riktning hotar den fria konsten och arkitekternas rätt att sätta en personlig prägel på sin samtid. Vidare vidhåller Söderström att att bra arkitektur är relativ. Att stilar Arkitekturupproret nu hyllar var kontroversiella när de kom och att framtiden kan komma att uppskatta dagens kontroversiella byggnader.
I en krönika tillägger journalisten Kolbjörn Guwallius att Arkitekturupprorets kritik mot just arkitekter är delvis missriktad. Att även marknadskrafter och byggnadsteknisk utveckling driver arkitekturen i en modernisk riktning att bygga i klassisk tradition skulle bli för dyrt.